# Cordylochernes perproximus
Cordylochernes perproximus är en spindeldjursart som beskrevs av Beier 1933. Cordylochernes perproximus ingår i släktet Cordylochernes och familjen blindklokrypare. Inga underarter finns listade i Catalogue of Life.